# 28 Pułk Piechoty (LWP)
28 pułk piechoty (28 pp) – oddział piechoty ludowego Wojska Polskiego.
Pułk sformowany został w rejonie Białegostoku, na podstawie rozkazu nr 16 Naczelnego Dowództwa WP z 3 września 1944, w oparciu o sowiecki etat pułku strzeleckiego nr 04/501. Zaprzysiężenia dokonano 29 października 1944 w Hryniewiczach.
Wchodził w skład 9 Drezdeńskiej Dywizji Piechoty. Po wojnie stacjonował w Przemyślu.

## Struktura organizacyjna
dowództwo i sztab
- 3 bataliony piechoty
- kompanie: dwie fizylierów, przeciwpancerna, rusznic ppanc, łączności, sanitarna, transportowa
- baterie: działek 45 mm, dział 76 mm, moździerzy 120 mm
- plutony: zwiadu konnego, zwiadu pieszego, saperów, obrony pchem, żandarmerii

Stan etatowy liczył 2915 żołnierzy, w tym 276 oficerów, 872 podoficerów i 1765 szeregowców.
Według etatu oddział posiadać miał 162 rkm, 54 ckm, 66 rusznic ppanc, 12 armat ppanc 45 mm, 4 armaty 76 mm, 18 moździerzy 50 mm, 27 moździerzy 82 mm i 8 moździerzy 120 mm.

## Działania bojowe
Od chwili sformowania do zakończenia wojny pułk walczył w składzie 9 Dywizji Piechoty. Forsując Nysę zdobył przyczółek na wyspie, następnie walczył o Rothenburg i pod Niską. W czasie walk z niemieckimi wojskami pancernymi idącymi z południa przyczynił się do wyjścia sił 9 DP z okrążenia pod Kuckau. W operacji praskiej walczył o Strauchbauer, Prietitz, Elstra. 8 maja sforsował Łabę, zdobywając przyczółek w rejonie Pötzscha. Zakończył działania pod Huntirov-Dobrna na wschód od Děčína. Do jesieni 1947 uczestniczył w zwalczaniu sił UPA na Rzeszowszczyźnie.
|  |  |  |  |

|  |  |

## Żołnierze pułku
Dowódcy pułku
- płk Witold Popko (23 września 1944 –27 kwietnia 1945)
- mjr Aleksander Wygnański (27 kwietnia 1945 –)
- mjr Adam Szczybalski – 1949

Odznaczeni Krzyżem Srebrnym Orderu Virtuti Militari
1. ppor. Henryk Andrasiak
2. por. Zenon Kratki
3. płk Witold Popko
4. por. Piotr Sokołowski
5. por. Tadeusz Wienc[6]

## Upamiętnienia
28 czerwca 2016 w Kniażycach odsłonięto pomnik upamiętniający 31 żołnierzy i oficerów z 28 pułku piechoty oraz 17 cywili, zamordowanych przez UPA od czerwca do września 1946 r.
29 lipca 2022 w Jaworniku Ruskim odbył się uroczysty pogrzeb odnalezionych szczątków 14 żołnierzy 28. pułku, wziętych do niewoli 24 lipca 1946 i zamordowanych przez członków UPA.